# Сойка санта-крузька
Сойка санта-крузька (Aphelocoma insularis) — вид горобцеподібних птахів родини воронових (Corvidae). Ендемік США.

## Поширення
Ендемік острова Санта-Крус біля узбережжя Каліфорнії. Мешкає у дубовому чапаралі та хвойному лісі Pinus muricata. Загальна популяція виду становить 2400-3000 птахів.